# Phylloptera laevis
Phylloptera laevis är en insektsart som beskrevs av Giglio-tos 1898. Phylloptera laevis ingår i släktet Phylloptera och familjen vårtbitare. Inga underarter finns listade i Catalogue of Life.